# 바이어 (언어)
바이어(바이어: Baip‧ngvp‧zix, 중국어 정체자: 白語, 병음: Báiyǔ)는 중국 윈난성에 사는 바이족들의 언어이다. Baip ngvp zix라고도 불리는데, 이 단어는 바이족도 의미하며 화자는 약 124만명이다.(2003년) 성조어이며, 음성적 특징에서는 중국티베트어족 티베트버마어파에 속한다고 여겨지고 있지만, 중국어와 같은 SVO형(주어 - 동사 - 목적어)의 기본어순을 가진 점이 다르다. 중국어파와 티베트버마어파 양쪽으로부터 영향을 받은 것으로 보여 분류가 불확실하다.

## 분류
오랜 기간 중국어의 영향을 받아 중국어 차용어가 많고, 이로 인해 명확한 분류에 어려움이 있다.
어휘적, 음성적 특징이 티베트버마어파의 이어와 가깝다. 바이족의 언어학자 서림(徐琳) 또는 조연(趙衍)은 바이어 모음에 긴장음과 이완음의 대립현상이 있는 것, 복합모음이 적은 것, 폐음절(어미의 자음)이 없는 것 등의 음성적 특징이 이어와 같고 기본 어휘에 이어와 공통어원을 가진 단어가 적지 않은 것으로 이어와 같은 그룹으로 나누고 있다.
최근 언어학자들은 고대에 초기 중국어와 갈라진 중국어파의 자매 언어라는 가설도 제시하고 있다. 정장상팡 (2010)은 비슷한 경우에 해당하는 차이자어(蔡家, Caijia)와의 연관성을 지적하며 로랑 사가르 (2011)는 차이자어와 와샹어(瓦鄉, Waxiang)가 상고한어에서 갈라져 나왔다고 주장했다. 이러한 특징을 가진 언어를 묶어 바이어군이라는 분류가 제안되어 있다.

## 방언
바이어의 방언은 화자가 많은 순서대로 다음의 3개로 나눌 수 있다.
- 남부방언(다리 방언. SIL코드 bfs）
- 중부방언(젠촨 현 방언. SIL코드 bca）
- 북부방언(비장 구 방언. SIL코드 bfc）

3개의 방언 사이에서의 의사소통은 어렵지만, 남부방언과 중부방언 사이에서는 어느 정도의 의사소통이 가능하다.
북부의 비장 방언에는 5개의 파열음(양순파열음, 치경파열음, 권설파열음, 치경경구개파열음, 연구개파열음)이 있으며, 각각 무성유기, 무성무기, 유성유기로 나뉘며, 비모음과 구강모음의 구별이 있는 등, 풍부한 음절을 남기고 있지만, 성조는 6종밖에 없다.
중부 방언의 음절이 가장 단순하고, 유성파열음, 연구개음, 권설음도 없다. 대신에 비모음이 있으며, 성조는 남부방언과 같이 8종이다. 중부방언에는 유기치경파열음 (t)의 변종으로서 양순전동음(ʙ)가 보이고 있다.

## 문자

### 고대 문자
바이족의 지식인이나 노래하는 사람같은 일부 예능인은, 예로부터 한자를 사용해서 바이어를 표기하는 방법을 사용하고 있었다. 고백자(古白字)나 방괴백자(方塊白字)라고도 일컬러진다. 좡어의 방괴 문자나 베트남어의 쯔놈과 다름없는 방법이지만, 현존하는 자료는 14세기 이후 새로 생긴 것이다. 사용되는 글자는 다음의 4종류로 나눌 수 있다.
- 한자의 음과 뜻을 사용
- 한자의 소리만을 사용
- 한자의 뜻만을 사용
- 창작한자
바이어에는 고대 중국어와 같은 어휘가 많고, 한자로의 표기가 좡어나 베트남어 등보다도 쉬우며, 새로 창작한 문자는 소수로 남아 있다. 광둥어 방언자(方言字) 등과 마찬가지로, 어기조사를 나타내는 문자로는 한자에 입구(口)변을 붙여 소리를 빌린 것이 있다.

### 로마자 표기
중화인민공화국의 성립후, 바이어를 로마자로 표기하는 방식이 공식적으로 채용되었다. 1958년에 최초의 표기법안이 보여주었지만, 1993년에 개정된 표기법으로는 26개의 로마자 조합으로 표기를 하고 있다. 바이어의 성모는 27종, 운모는 37종, 성조는 9종을 구별할 수 있게 되어 있다.
| 문자 | IPA | 비고     |
| ---- | --- | -------- |
| i    | i   | 변음 ɩ   |
| ei   | e   |          |
| ai   | ɛ   |          |
| a    | ɑ   |          |
| o    | o   |          |
| u    | u   |          |
| e    | ɯ   |          |
| v    | v   |          |
| iai  | iɛ  |          |
| ia   | iɑ  |          |
| iao  | iɑo |          |
| io   | io  |          |
| iou  | iou |          |
| ie   | iɯ  |          |
| ui   | ui  |          |
| uai  | uɛ  |          |
| ua   | uɑ  |          |
| uo   | uo  |          |
| ao   | ɑo  |          |
| ou   | ou  |          |
| er   | er  | 남부방언 |
| ier  | ier | 남부방언 |
| uer  | uer | 남부방언 |
| in   | ĩ   | 중부방언 |
| ein  | ẽ   | 중부방언 |
| ain  | ɛ̃   | 중부방언 |
| an   | ɑ̃   | 중부방언 |
| on   | ũ   | 중부방언 |
| en   | ɯ̃   | 중부방언 |
| vn   | ṽ   | 중부방언 |
| iain | iɛ̃  | 중부방언 |
| ian  | iɑ̃  | 중부방언 |
| ion  | iõ  | 중부방언 |
| ien  | iɯ̃  | 중부방언 |
| uin  | uĩ  | 중부방언 |
| uain | uɛ̃  | 중부방언 |
| uan  | uɑ̃  | 중부방언 |

| 문자 | IPA | 비고             |
| ---- | --- | ---------------- |
| b    | p   |                  |
| p    | pʰ  |                  |
| m    | m   | 변음 ɱ           |
| f    | f   |                  |
| v    | v   |                  |
| d    | t   | 변음 ɾ           |
| t    | tʰ  | 변음 ɾʱ          |
| n    | n   | 변음 ɱ           |
| l    | l   |                  |
| g    | k   |                  |
| k    | kʰ  |                  |
| ng   | ŋ   | 변음 ɱ           |
| h    | x   |                  |
| hh   | ɣ   |                  |
| j    | tɕ  |                  |
| q    | tɕʰ |                  |
| ni   | ɲ   |                  |
| li   | ʎ   |                  |
| x    | ɕ   |                  |
| y    | j   |                  |
| z    | ts  |                  |
| c    | tsʰ |                  |
| s    | s   |                  |
| zh   | tʂ  | 북부방언, 중국어 |
| ch   | tʂʰ | 북부방언, 중국어 |
| sh   | ʂ   | 북부방언, 중국어 |
| r    | ʐ   | 북부방언, 중국어 |

| 문자 | 조치 | 비고                 |
| ---- | ---- | -------------------- |
| l    | 55   | 이완                 |
| b    | 55   | 긴장. 중부. 구 rl    |
| f    | 35   | 이완                 |
| x    | 33   | 이완                 |
| s    | 21   | 이완. 구rx           |
| z    | 32   | 이완. 남부           |
| t    | 31   | 이완                 |
| p    | 42   | 긴장. 구rt           |
| d    | 21   | 긴장. 구 문자없는 것 |